# Mandatområdet i Mesopotamien
Mandatområdet i Mesopotamien var et mandatområde over Mesopotamien fastsat af Folkeforbundet og med Storbritannien som administrationsmagt. Området var et klasse A-mandat. Det blev overdraget til Storbritannien efter, at Det osmanniske rige blev opdelt ved Sèvres-traktaten i 1919 efter 1. verdenskrig. Mandatet ophørte formelt i 1932.

## Baggrund
I årene før 1. verdenskrig var Mesopotamien et vigtigt emne i engelsk, tysk og russisk storpolitik: Bagdad var for Tyskland den store trumf i spillet om Verdenshandelen. De mægtige petroleums- og naftakilder gjorde heller ikke Mesopotamien mindre attraktivt for de europæiske magters udnyttelseslyster, og landet blev der igennem et af leddene i den kæde, der førte til Verdenskrigen. For straks at sikre adgangen til petroleumsfelterne ved Mohammerah nord for Eufrats udløb sendtes et anglo-indisk ekspeditionskorps til Mesopotamien. Her blev Basra besat den 23. november 1914, Kut-el-Amara den 29. september 1915 og efter nederlag og tilbagegang i 1916 på ny den 23. februar 1917. Derpå besattes Bagdad den 11. marts samme år, og efter en afgørende sejr over tyrkerne ved Kalat Shergat (nær Mosul) den 26. oktober 1918 beherskede englænderne hele Mesopotamien. Allerede under krigen forhandlede Ententemagterne om Tyrkiets opdeling, og ved den såkaldte Sykes-Picot-aftale af april 1916 enedes England og Frankrig om, at ved delingen af Mesopotamien skulle Frankrig råde over oliekilderne i Nordmesopotamien omkring Mosul ned til Bagdad, men ved forhandling med David Lloyd George i december 1918 opgav Georges Clemenceau dette mod af der sikredes Frankrig 25 % af produktionen. Den endelige ordning af forholdene i Syrien og Mesopotamien krævede imidlertid langvarige og vanskelige forhandlinger mellem de interesserede parter.
Den 8. marts 1920 proklamerede en notabelforsamling i Damaskus kongen af Hedjaz’ søn, emir Feisul, som konge i Syrien, mens samtidig repræsentanter fra Bagdad erklærede hans broder, emir Abdullah, for konge i Irak. Ved Ententemagternes fredsslutning med Tyrkiet, Sèvres-traktaten 20. august 1920, anerkendtes Syrien og Mesopotamien som uafhængige stater, foreløbig under styre af en mandatmagt. En fransk-engelsk overenskomst af 23. december 1920 tildelte Frankrig mandatet for Syrien-Libanon, mens England til gengæld fik mandat for Mesopotamien. Der imod blev det uvejsomme og vilde Kurdistan helt selvstændigt, da ingen interesserede sig for noget mandat der. Samtidig med erobringen søgte englænderne at gennemføre en ordnet forvaltning af landet. Dette stødte dog på ikke ringe modstand, så at følgen blev en alvorlig og vidt spredt opstand i 1920 således, at englænderne måtte holde en hær på over 100.000 mand i Mesopotamien. Årsagerne hertil var mange: arabernes nationale følelser, uroen blandt stammerne, sheikernes forøgede magt, de persisk påvirkede shiiters antibritiske følelser, endelig også fredsforhandlingernes langvarighed, den almindelige dyrtid og sidst, men ikke mindst, befolkningens religiøse uforsonlighed og uvilje mod den fremmede administration og skatteopkrævning.

## Mandatområdet oprettes
For at forsone uafhængighedstrangen lod englænderne emir Feisul, hvem franskmændene imidlertid havde fordrevet fra Syrien, proklamere i Bagdad som konge af Irak den 25. august 1921. Men den engelske overkommissær sir Percy Cox havde faktisk al magt og udpegede en regering af det moderate arabiske parti som udøver af Englands politik. Feisul’s skyggeregering mødte derfor også stor modstand over alt i Mesopotamien, særlig hos de krigeriske kurdere. Under disse forhold voksede den arabiske uafhængighedsbevægelse sig stadig stærkere i årene 1921—1922, og englænderne nødtes til at herske på trods af folkeafstemningen. I august 1922 lod Cox landet erklære i krigstilstand, nationalistlederne fængsle og de shiitiske gejstlige fordrive. Feisul’s ministre blev der efter afsatte, og Cox herskede som diktator ved hjælp af hær og luftflaade. I England selv opstod også misfornøjelse med de uforholdsmæssige udgifter til hævdelsen af Mesopotamien, og Cox indledte forhandlinger med araberne om en ordning, der ikke krænkede de nationale følelser. Den 10. oktober 1922 sluttedes en traktat i Bagdad mellem England og Mesopotamien for 20 år, en alliancetraktat uden det sårende ord mandat, men dog i virkeligheden et faktisk protektorat, der gav England al økonomisk og politisk magt, blandt andet varetagelsen af Mesopotamiens udenrigske repræsentation. Også denne ordning voldte stor misfornøjelse både i Mesopotamien og England: 20-årsfristen fandtes for lang, araberne var utilfredse med den begrænsede uafhængighed, englænderne med de økonomiske byrder, traktaten kunne medføre. En protokol af 30. april 1923 ændrede dette: traktaten skulle ophøre, når Mesopotamien (Irak) blev medlem af Folkeforbundet, og i alle tilfælde 4 år efter ratifikationen af fredstraktaten med Tyrkiet. Disse nye bestemmelser syntes i nogen grad at have bedret forholdene i den ny stat.

## Areal og grænser
Staten Irak (Iraq eller Mesopotamien) omfattede de tidligere tyrkiske vilajeter Mosul, Bagdad og Basra (dog skulle ifølge Lausanne-traktaten af maj 1923 mellem Ententemagterne og Tyrkiet Mesopotamiens nordgrænse fastsættes ved Folkeforbundets mellemkomst), i alt ca. 400.000 km2 med 2.850.000 indbyggere, deraf 1.146.000 sunniter, 1.500.000 shiiter, 87.000 jøder og 78.000 kristne.